# Tours Chassagne et Alicante
A Tours Chassagne et Alicante, más néven Tours Société Générale két iker irodai felhőkarcoló a franciaországi La Défense-ben.
1995-ben építették a Société Générale bank megbízásából Michel Andrault, Pierre Parat és Nicolas Ayoub építészek, mindkettő 167 méter magas. A déli tornyot Chassagne-nak, az északi tornyot Alicante-nak hívják.